# Nagoya Broadcasting Network
Nagoya Broadcasting Network (NBN) – japońska stacja telewizyjna, założona w 1961 roku.